# Praktjuveltrast
Praktjuveltrast (Pitta elegans) är en fågel i familjen juveltrastar inom ordningen tättingar.

## Utbredning och systematik
Praktjuveltrasten förekommer i östra Indonesien och delas numera in i tre underarter med följande utbredning:
- Pitta elegans virginalis – öarna Tanahjampea, Kalaotoa och Kalao mellan Sulawesi och Flores
- Pitta elegans maria – Sumba
- Pitta elegans elegans – Timor, Rote och Kisar, utanför häckningstid även på öar mellan Sulawesi och västra Nya Guinea

Tidigare inkluderades arterna ornatjuveltrast (P. concinna) och bandajuveltrast (P. vigorsii) i praktjuveltrasten, men dessa urskiljs numera vanligen som egna arter.

## Status och hot
Arten har ett stort utbredningsområde, men tros minska i antal, dock inte tillräckligt kraftigt för att den ska betraktas som hotad. Internationella naturvårdsunionen IUCN listar arten som livskraftig (LC). Beståndet uppskattas till mellan 15 000 och 25 000 vuxna individer.